# Bronisław Tustanowski
Bronisław Tustanowski (ur. 8 czerwca 1872 w Siedliskach, zm. 30 września 1939) – polski nauczyciel, urzędnik, działacz niepodległościowy.

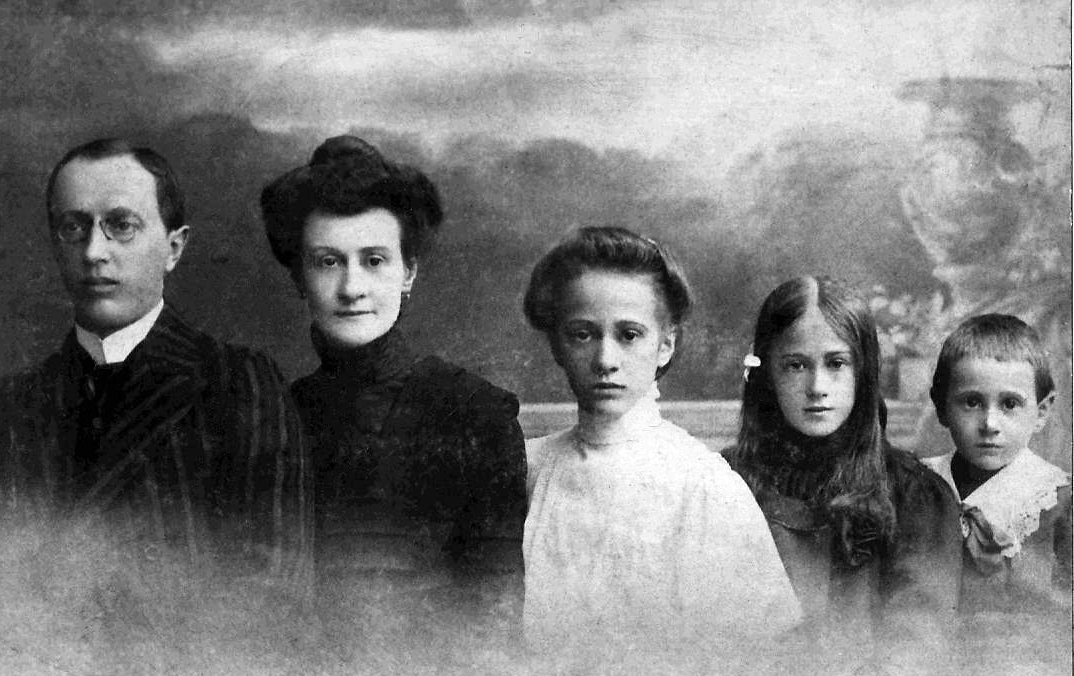
Bronisław, Bronisława, Irena, Zofia i Zbigniew Tustanowscy

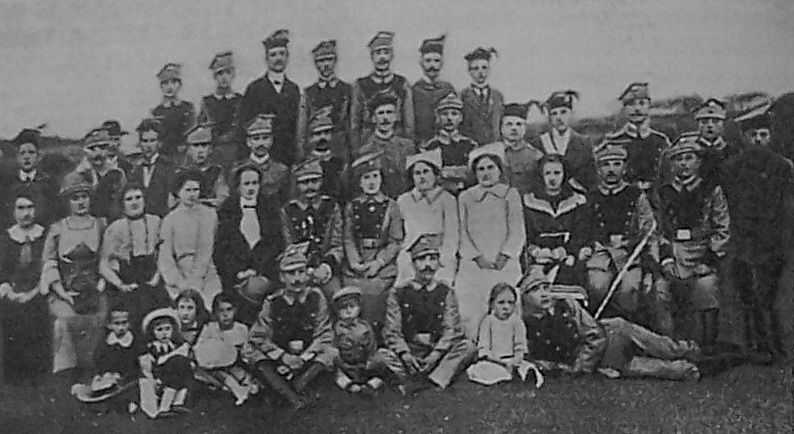
Chorągiew Sanocka Drużyn Bartoszowych 1 czerwca 1913. Na zdjęciu widoczni m.in. Bronisław, Bronisława i Irena Tustanowscy

## Życiorys
Bronisław Tustanowski urodził się 8 czerwca 1872 w Siedliskach na obszarze Galicji. Był synem Feliksa i Teofili z domu Uszyńskiej. Jego rodzeństwem byli Marian (1856-1924; jego syn Stanisław, ur. 1892, był sędzią Sądu Grodzkiego w Lesku, adwokatem, oficerem Wojska Polskiego, ofiarą zbrodni katyńskiej w 1940), Piotr (1865-1924), Helena (1868-1947), po mężu Hummel).
Kształcił się w C.K. Wyższej Szkole Realnej w Stanisławowie, gdzie w 1886 ukończył II klasę. Od 1887 do 1890 uczęszczał do C.K. Seminarium Nauczycielskiego w Stanisławowie, gdzie w 1890 zdał egzamin dojrzałości wraz z uprawnieniem do tymczasowego pełnienia obowiązków nauczycielskich w szkołach ludowych pospolitych z językiem wykładowym polskim i ruskim. Od 1890 do 1893 pracował jako tymczasowy nauczyciel w Strzeliskach i Bóbrce, w 1893 zdał egzamin do samodzielnego sprawowania urzędu nauczycielskiego w szkołach ludowych pospolitych z językiem wykładowym polskim i ruskim. Pod koniec XIX Bronisław Tustanowski i jego żona Bronisława Tustanowska pracowali jako nauczyciele na obszarze powiatu przemyślańskiego: w 1895 w 2-klasowej szkole w Kurowicach, w 1896 w 2-klasowej szkole typu niższego w Dunajowie. Na przełomie XIX/XX wieku pracował w 5-klasowej szkole męskiej w  Podhajcach, skąd w 1903 został przeniesiony na równorzędną posadę do 6-klasowej szkoły męskiej w Kutach, gdzie pracował w kolejnych latach (wówczas w szkołach żeńskich w Podhajcach i w Kutach pracowała także jego żona). W październiku 1906 był aktywny w działaniach ligi przemysłowej w Kutach i został wybrany do komitetu tejże. Ze stanowiska nauczyciela w tym mieście latem 1907 został przeniesiony w stan spoczynku (jesienią tego roku z pracy nauczycielki w tej samej szkole została przeniesiona w stan spoczynku jego żona Bronisława).
Po dwóch latach nauki ukończył studia na Akademii Handlowej we Lwowie. Był praktykantem Galicyjskiej Kasy Oszczędności we Lwowie, skąd od 1 listopada 1906 został mianowany prowizorycznym praktykantem Kasy Oszczędności Miasta Sanoka, pełniąc tę funkcję w kolejnym czasie, od około 1908 był tamże adiunktem, od około 1909 urzędnikiem-likwidatorem, później został dyrektorem kasy. Został zastępcą przewodniczącego zawiązanego 1 czerwca 1919 koła powiatowego Związku Urzędników i Urzędniczek Prywatnych w Sanoku.
Był wieloletnim członkiem i działaczem sanockiego gniazda Polskiego Towarzystwa Gimnastycznego „Sokół” (1906, 1912, 1924), wybierany członkiem wydziału w 1908, zastępcą sekretarza wydziału w 1909, 1911, następnie sekretarzem od 1913, później był naczelnikiem na przełomie lat 1914/1918, po 1918 członkiem komisji rewizyjnej. Zaangażował się w organizację Drużyn Bartoszowych, w 1911 został mianowany przez Radę Naczelną DB członkiem Komitetu Mężów Zaufania (w zamierzeniu gremium powołanego do pracy organizacyjnej na rzecz DB na ziemi sanockiej, w tym zakładania nowych drużyn), następnie jej przewodniczącym, a po zniesieniu rady mężów zaufania 7 lipca 1912 został powołany na funkcję komisarza Sanockiej Chorągwi Drużyn Bartoszowych, zastępując na tym stanowisku pierwszego naczelnika sanockiej DB, Tadeusza Wolfenburga, po czym pełnił funkcję komisarza Chorągwi Sanockiej DB, w tym kierownika i organizatora okolicznych drużyn, do 31 lipca 1914, tj. rozpoczęcia I wojny światowej (w tym czasie powstała także żeńska chorągiew DB w Sanoku, skupiająca żony i córki sanockich działaczy niepodległościowych oraz uczennice szkolne, na czele której stała jego żona, nauczycielka, Bronisława Tustanowska, a członkinią była ich córka Irena Tustanowska). Dzięki jego aktywnej działalności w 1912 powstał szereg Drużyn Bartoszowych na ziemi sanockiej, w tym (Besko i Zarszyn 3 marca, Raczkowa 9 maja, Załuż 16 czerwca, Posada Górna 15 grudnia), ponadto kierował upowszechnianiem ruchu DB w powiecie liskim. Za wzorową działalność rozkazem z 6 lipca 1913 otrzymał uznanie od Rady Naczelnej Drużyn Bartoszowych. W 1913 Chorągiew Sanocka DB liczyła 561 członków ćwiczących oraz czterech instruktorów w randze oficera
Po wybuchu I wojny światowej od 19 września 1914 wraz z bliskimi przebywał w Wiedniu. Następnie, po utworzeniu Naczelnego Komitetu Narodowego wszedł w skład Powiatowego Komitetu Narodowego (PKN) w Sanoku, w którym pełnił funkcję sekretarza. Jako komendant DB wszedł w skład Komitetu Ziemi Sanockiej, powołanego celem koordynacji organizowania oddziałów zbrojnych, a w połowie sierpnia 1914 skierował z Sanoka do Lwowa grupę ok. 30 uzbrojonych i umundurowanych ochotników, pochodzących z miejscowej Drużyny Bartoszowej oraz z PTG „Sokoła”; we wrześniu 1914 ci ochotnicy przybyli do Sanoka w szeregach Legionu Wschodniego. Następnie Tustanowski dokonał organizacji i skupienia ok. 400 ochotników z Sanoka i ziemi sanockiej. Pozostając delegatem NKLN przemawiał 12 listopada 1916 w gmachu sanockiego „Sokoła” podczas uroczystości z okazji ogłoszenia Aktu 5 listopada.
Po odzyskaniu przez Polskę niepodległości współtworzył powołany 7 sierpnia 1921 sanocki oddział Związku Strzeleckiego „Strzelec”. W latach 20. był dyrektorem banku przemysłowego w Sanoku.
Zarządzeniem prezydenta RP Ignacego Mościckiego z 16 marca 1937 został odznaczony Krzyżem Niepodległości za pracę w dziele odzyskania niepodległości.
Bronisław Tustanowski do końca istnienia II Rzeczypospolitej w 1939 przebywał ponownie w Kutach jako emerytowany dyrektor banku. Zmarł po wybuchu II wojny światowej 30 września 1939.
Jego żoną została Bronisława z domu Kawalerska (1870–1948), działaczka Towarzystwa św. Wincentego à Paulo w Sanoku, przebywająca z nim w Kutach do 1939. Ich dziećmi byli: Irena (1897–1916, samarytanka Czerwonego Krzyża, zarażona gruźlicą zmarła w Sanoku), Zofia (1899–1992, po mężu Puzdrakiewicz, żona rtm. Mieczysława Puzdrakiewicza), Anatol (1900–), Stanisław (zm. 1909 w wieku 6 lat), Zbigniew Kazimierz (1904–1959, doktor medycyny), Maria Bronisława (1910–1987, po mężu Baranowska, nauczycielka).